# Duplex (Fahrzeugmarke)

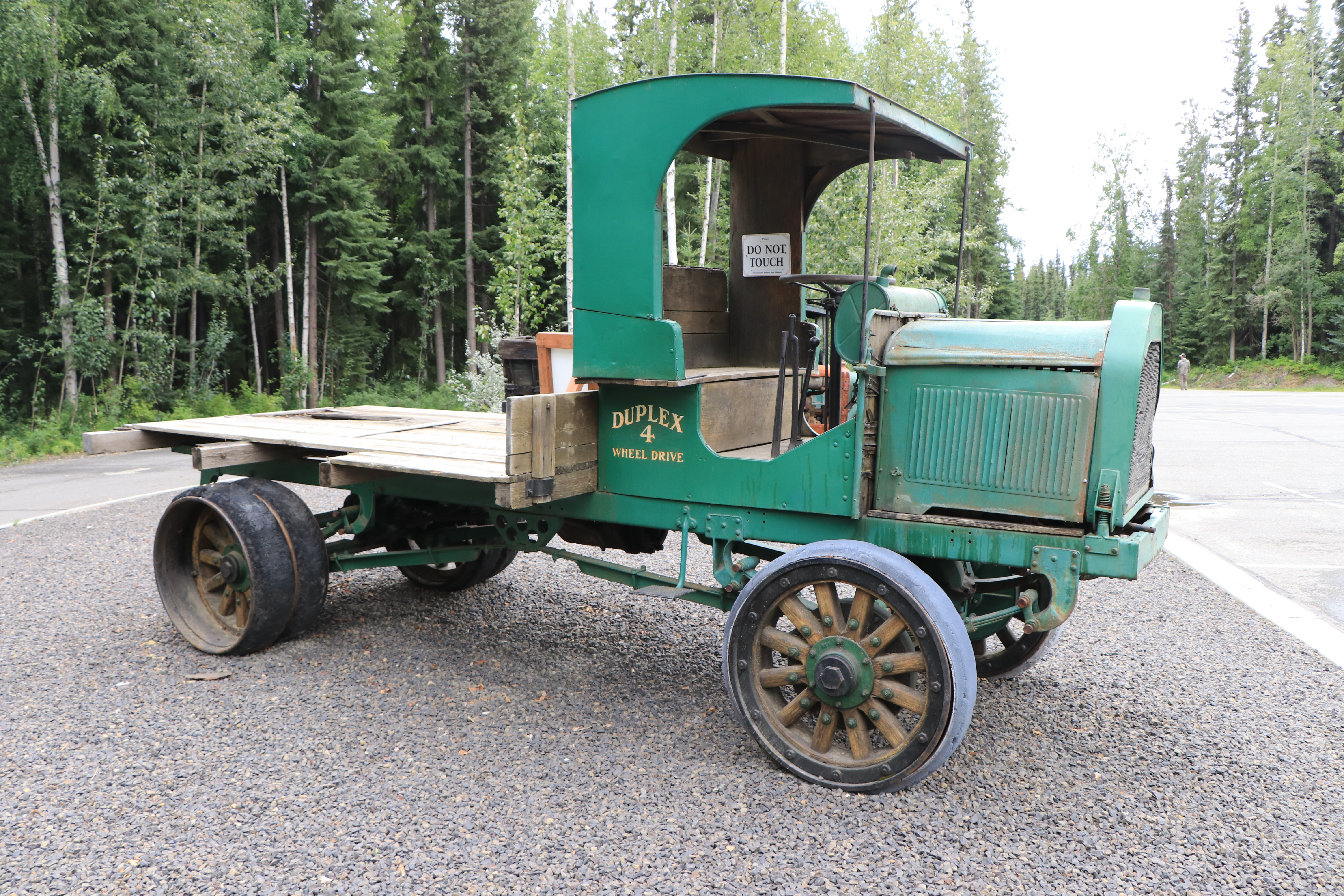
Duplex AC 4WD (3,5 t Nutzlast) von 1918 mit Allradantrieb in einem Museum in Fairbanks (2022)

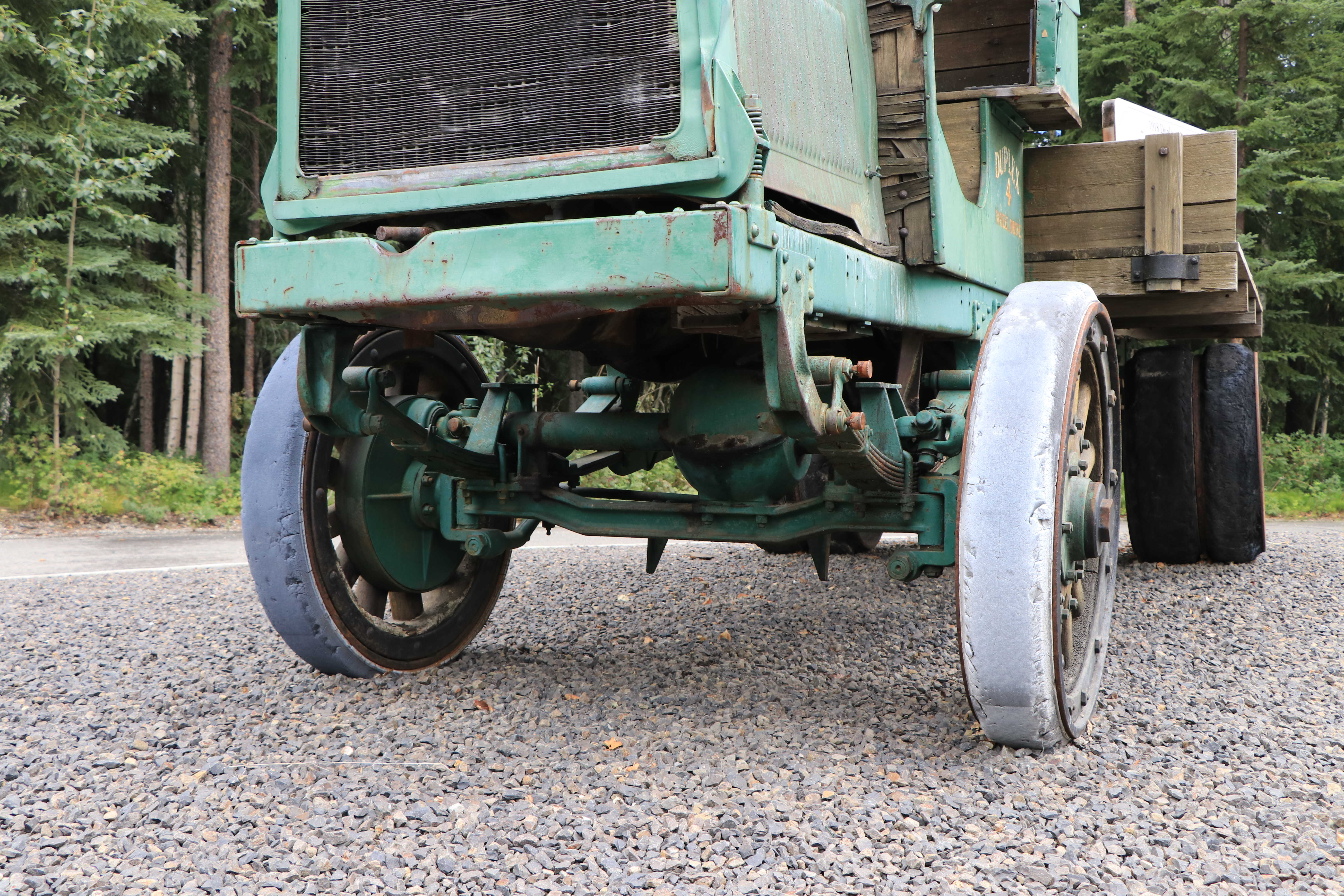
Angetriebene Vorderachse desselben Fahrzeugs (2022)

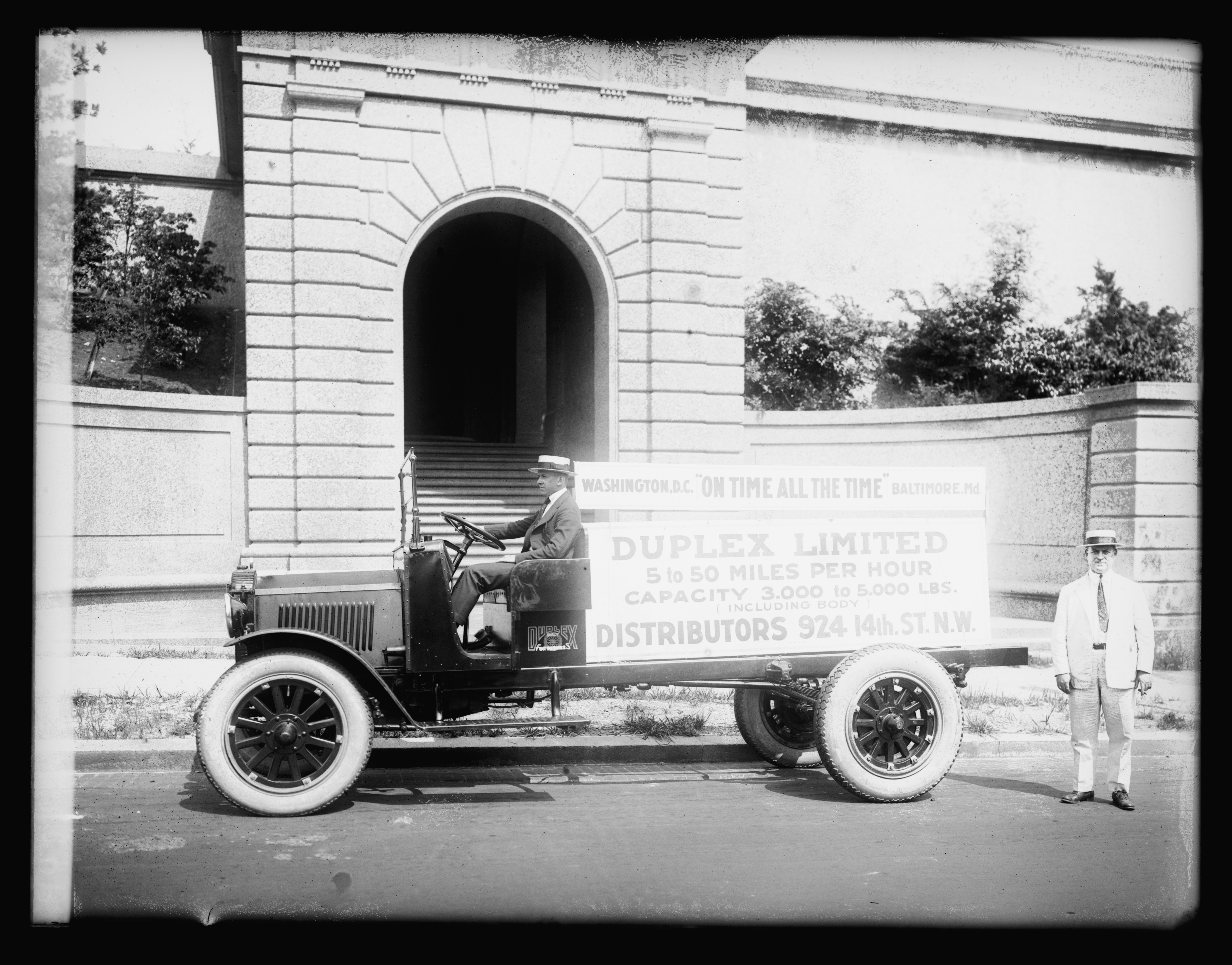
Lkw von 1920

Duplex war eine Marke für Nutzfahrzeuge aus den USA.

## Markengeschichte
Die Duplex Power Car Company wurde 1907 in Charlotte in Michigan gegründet. Das Werk der Dolson Automobile Company wurde bezogen. Entweder 1907 oder 1908 begann die Produktion von Lastkraftwagen. Der Markenname lautete Duplex.
1916 kam es zu einer Umfirmierung in Duplex Truck Company und einem Umzug nach Lansing, ebenfalls in Michigan. 1955 kam es zur Übernahme durch die Warner & Swasey Company, sodass die neue Firmierung Duplex Division lautete. 1975 wurde daraus Badger & Crane Division mit Sitz in Winona in Minnesota. 1985 endete die Produktion.

## Fahrzeuge
Das erste Modell hatte einen wassergekühlten Zweizylindermotor mit 20 PS Leistung, der unter dem Sitz montiert war. Er trieb alle vier Räder an. Die Nutzlast war mit 0,75 Short ton angegeben. Frontmotor-Fahrzeuge mit 3,5 Tonnen und Vierradantrieb sowie mit 1,5 Tonnen und Hinterradantrieb folgten. 1917 standen nur vierradgetriebene Fahrzeuge mit 2, 3 und 3,5 Tonnen im Sortiment.
Für die 1920er Jahre sind kleine Ausführungen mit Hinkley-Motor und Hinterradantrieb sowie große Ausführungen mit Buda-Motor und Allradantrieb überliefert. Feuerwehrfahrzeuge kamen in diesem Jahrzehnt dazu. 1929 gab es Zwei- und Vierradantrieb, Vier- und Sechszylindermotoren und Nutzlasten von 1,5 bis 5 oder 7 Tonnen. 1938 kam ein Zehntonner dazu. Motorenlieferanten waren Buda und die Hercules Engine Company. Während des Zweiten Weltkriegs entstanden Lkw mit sechs Rädern und Vierradantrieb.
Für die Zeit danach ist ein Sechszylinder-Hercules-Motor mit 140 PS und ein Fünfganggetriebe bekannt. Ein Sechszylinder-Dieselmotor von Cummins kam dazu.
Ende der 1960er Jahre kamen Ottomotoren von International und Dieselmotoren von Detroit Diesel.

## Stückzahlen
Lange Zeit lag die Produktionszahl unter 50 Fahrzeugen im Jahr. Für die Mitte der 1970er Jahre sind 300 Fahrzeug jährlich überliefert.